# .375 Remington Ultra Magnum
.375 Remington Ultra Magnum, також відомий як .375 RUM є гвинтівковим набоєм калібру .375 було представлено компанією Remington Arms в 2000 році. Набій призначено для полювання на велику та небезпечну дичину.
Набій без пояска, зі зменшеним фланцем створений шляхом розширення дульця гільзи набою .300 Remington Ultra Magnum до калібру .375 без інших змін. Заводські заряди дещо менш потужні ніж заряди, які використовують кустарні зброярі. Заводський заряд Remington розганяє кулю вагою 19 г до швидкості 840 м/с, енергія становить 6,88 кДж. Кустарі можуть збільшити дулову швидкість кулі вагою 19 грамів до швидкості 900 м/с, при цьому енергія зростає до 7,9 кДж.

## Загальна інформація
Цей набій було розроблено для використання при полюванні на велику, товстошкіру дичину. Набій є достатньо потужним для вбивства будь-якої наземної тварини, а його велика швидкість дозволяє робити це на доволі великих відстанях. Але така продуктивність створює сильний відбій: у спортивних гвинтівках вагою 3,6 кг, цей набій може створювати жорсткий відбій в 108 Дж (що приблизно в 3,5 рази більше за набій .30-06.)
Для набою .375 in (9,53 мм) доступен широкий вибір куль які підходять для високої швидкості набою .375 RUM, а кулі з човниковим хвостом допомагають розширити корисний діапазон використання.
Зараз під цей набій не випускають гвинтівки (до цього гвинтівки випускали компанії Savage та Remington.) Єдиними виробниками цих боєприпасів є компанії Remington, DoubleTap та Nosler. Для ручного заряджання набоїв можно легко знайти дані про заряджання та перезаряджання.